# Naoki Yuasa
Naoki Yuasa (Japans: 湯浅直樹, Yuasa Naoki) (Sapporo, 24 april 1983) is een Japans alpineskiër. Hij nam tweemaal deel aan de Olympische Winterspelen, maar behaalde hierbij geen medaille.

## Carrière
Yuasa maakte zijn wereldbekerdebuut in maart 2003 tijdens de slalom in Shigakogen. Op 18 december 2012 eindigde hij een eerste keer op het podium van een wereldbekerwedstrijd: op de slalom van Madonna di Campiglio eindigde hij op een derde plaats. In 2006 nam Yuasa deel aan de Olympische Winterspelen. Hij eindigde als zevende op de Olympische slalom.

## Resultaten

### Titels
Japans kampioen reuzenslalom – 2003, 2006

### Olympische Spelen
| Jaar | Plaats      | Resultaten  |
| ---- | ----------- | ----------- |
| 2006 | Turijn      | 7e Slalom   |
| 2014 | Sotsji      | DNF2 Slalom |
| 2018 | Pyeongchang | DNF2 Slalom |

### Wereldkampioenschappen
| Jaar | Plaats                 | Resultaten                   |
| ---- | ---------------------- | ---------------------------- |
| 2005 | Bormio                 | 18e Slalom                   |
| 2007 | Åre                    | 18e Slalom DNF1 Reuzenslalom |
| 2009 | Val-d'Isère            | 29e Reuzenslalom DNF1 Slalom |
| 2011 | Garmisch-Partenkirchen | 6e Slalom                    |
| 2013 | Schladming             | DNF1 Slalom                  |
| 2015 | Vail/Beaver Creek      | DNF1 Slalom                  |
| 2017 | Sankt Moritz           | DNF1 Slalom                  |

### Wereldbeker
Eindklasseringen
| Seizoen   | Algm | SL  |
| --------- | ---- | --- |
| 2004/2005 | 132e | 51e |
| 2005/2006 | 89e  | 31e |
| 2006/2007 | 147e | 60e |
| 2007/2008 | 91e  | 35e |
| 2008/2009 | 102e | 37e |
| 2009/2010 | 78e  | 23e |
| 2010/2011 | 101e | 33e |
| 2011/2012 | 56e  | 20e |
| 2012/2013 | 52e  | 19e |
| 2013/2014 | 68e  | 24e |
| 2014/2015 | 94e  | 28e |
| 2015/2016 | 125e | 40e |
| 2016/2017 | 52e  | 16e |